# Roland Kaiser (acteur)
Pour les articles homonymes, voir Roland Kaiser et Kaiser.
Roland Ernst Wolf Kaiser (né le 9 avril 1943 à Damsdorf, mort le 4 janvier 1998 à Berlin) est un acteur allemand.

## Biographie
Kaiser devient connu dans les années 1950 comme enfant star par son deuxième film Émile et les Détectives en 1954. Il joue jusqu'à sa 18e année dans 20 autres films.
Il met fin à une carrière devant une caméra de cinéma, mais continue comme acteur de doublage. Il est la voix de Tommy Rettig dans la version allemande de Rivière sans retour.

## Filmographie
- 1954 : Eskapade (TV)
- 1954 : Der treue Husar
- 1954 : Émile et les Détectives
- 1954 : Keine Angst vor Schwiegermüttern (de)
- 1955 : Die bösen Männer (TV)
- 1955 : Meine Kinder und ich
- 1957 : Un petit coin de paradis
- 1957 : Rendez-vous à Zurich (de)
- 1957 : Vater, unser bestes Stück (de)
- 1957 : Casino de Paris
- 1957 : Liebe, Jazz und Übermut (de)
- 1957 : Heute blau und morgen blau (de)
- 1957 : Ferien auf Immenhof (de)
- 1958 : Münchhausen in Afrika
- 1958 : Der Mann im Strom
- 1958 : Ihr 106. Geburtstag
- 1958 : Ohne Mutter geht es nicht
- 1958 : Kleine Leute mal ganz groß (de)
- 1959 : Was eine Frau im Frühling träumt
- 1959 : Des roses pour le procureur
- 1960 : Das Paradies (TV)
- 1960 : Hinter der Tür (TV)
- 1961 : Immer Ärger mit dem Bett (de)
- 1961 : Ramona
- 1963 : Die Mondvögel (TV)
- 1964 : Der Kaiser vom Alexanderplatz (TV)
- 1965 : Tran (TV)
- 1966 : Abschied (TV)
- 1994 : Nich' mit Leo